# Nezahualcóyotl (Acolhua)
Nezahualcóyotl (28. dubna 1402 Texcoco — 4. června 1472 tamtéž) byl vladař předkolumbovského městského státu Texcoco a významný básník a myslitel píšící v jazyce nahuatl.

## Život
Jeho celé jméno bylo Nezahualcoyōtly Acolmiztli, což znamená „Postící se kojot - Tlapa pumy“. Jeho otcem byl Ixtlilxochitl I., náčelník kmene Acolhua sídlící v Texcocu. Mladému Nezahualcóyotlovi se dostalo vzdělání v elitní škole calmécac. V roce 1418 napadl Texcoco Tezozómoc, vládce sousedního státu Azcapotzalco, který město dobyl a jeho vojáci zabili Ixtlilxochitliho. Následník trůnu se musel skrývat v horách, ale nakonec se mu podařilo uprchnout k příbuzným do Tenochtitlánu, teprve roku 1426 mu Tezozómoc dovolil vrátit se do Texcoca. Brzy nato však Tezozómoc zemřel a jeho nástupce Maxtla začal usilovat Nezahualcóyotlovi jakožto legitimnímu následovníku o život. Nezahualcóyotl se musel skrývat v horách, podařilo se mu však získat pro svůj odboj řadu stoupenců a nakonec se proti Maxtlovi spojil i s městskými státy Tenochtitlán a Tlacopán. Tato koalice, která se stala zárodkem Aztécké říše, uchvatitele porazila i díky Nezahualcóyotlovu strategickému umění. Roku 1431 byl Maxtla uvězněn a obětován, zatímco Nezahualcóyotl získal titul tlatoaniho v Texcocu.
Jeho vláda se vyznačovala řadou osvícených reforem, které učinily Texcoco nejvyspělejší zemí tehdejší Mezoameriky, již nazval historik Lorenzo Boturini Benaduci Athénami Nového světa. Zřídil poradní sbor učenců zvaný tlamatini, s nímž vypracoval nový zákoník, podporoval školství a archivaci starých kodexů, nechal vybudovat nový palác podle vlastního architektonického projektu, zakládal parky, zavlažovací zařízení, veřejné lázně i velký zvěřinec. Snažil se také o reformu náboženského systému založeného na kultu války a hromadných lidských obětech, přičemž vycházel z vlastní životní zkušenosti válečného uprchlíka. Sám preferoval kult abstraktního, svrchovaného boha Tloque Nahuaqueho (jehož ve své poezii oslavil jako „dárce života“ a „pána bezprostřední blízkosti“), ale neměl takovou moc, aby jím mohl zcela nahradit kult krvavého boha války Huitzilopochtliho, spojený s lidskými oběťmi. Dosáhl jen zmírnění množství obětovaných.
Značného věhlasu dosáhl Nezahualcóyotl jako autor duchovní a lyrické poezie, kterou koncem 16. století přeložil do španělštiny jeho vzdálený potomek Juan Bautista Pomar. Významný je zejména cyklus Úzkost světa, v němž se radost ze života a oslava jeho krás pojí s tragickým pocitem individuální smrtelnosti a nepoznatelnosti skutečné pravdy.
Je po něm pojmenováno město Nezahualcóyotl, přehrada Nezahualcóyotl a endemická rybka mečovka horská (Xiphophorus nezahualcoyotl), jeho portrét je na mexické bankovce v hodnotě sto pesos.

## Ukázka Nezahualcóyotlovy básně
Nehuatl ni-ctlazotla in centzontototl i-cuica-uh,

Já / 1. os.+milovat / akuz. / drozdec mnohohlasý / jeho+zpívat+nominalizační sufix.

Já miluji drozdcův zpěv,

nehuatl nictlazotla in chalchihuitl itlapaliz,

já / 1. os.+milovat / akuz. / nefrit / jeho+ barva

miluji barvu nefritů,

ihuan in ahuiyac-me xochime,

také / akuz. / vůně+pl. / květina+pl.

a také vůně květin,

zan oc cenca no-icniuh-tzin in tlacatl.

ale / ještě / víc / můj.+přítel+honorifikum / akuz. / člověk

víc však svého drahého přítele člověka

Nehuatl ni-ctazotla.

Já / 1. os. sg+milovat.

já miluji.